# Suore dei Sacri Cuori di Gesù e di Maria (Paramé)
Le Suore dei Sacri Cuori di Gesù e di Maria (in francese Sœurs des Saints-Cœurs de Jésus et de Marie à Paramé) sono un istituto religioso femminile di diritto pontificio: le suore di questa congregazione pospongono al loro nome la sigla SS.CC.J.M.

## Storia
La congregazione fu fondata da Amélie-Virginie Fristel (1798-1866), membro della Società del Cuore della Madre Ammirabile dal 1822 e dedita alle opere di carità: nel 1846 aprì a Les Chênes, presso Paramé, un ricovero per anziani e ammalati e, per gestirlo, organizzò una comunità di religiose di ispirazione eudista.
Inizialmente Geoffroy Brossais Saint-Marc, arcivescovo di Rennes, rifiutò la sua approvazione alla comunità e invitò le donne a unirsi a una congregazione già esistente; solo quando il vescovo eudista di Roseau, Charles Poirier, acconsentì a unirle alla congregazione del Sacro Cuore di Maria di Saint Lucia (che come le dame di Paramé si richiamavano alla Società del Cuore della Madre Ammirabile), Brossais Saint-Marc permise alla Fristel e alle sue compagne di costituire una congregazione religiosa.
La prima professione dei voti si ebbe l'11 novembre 1853. Per ottenere il riconoscimento civile, la congregazione di Paramé adottò gli statuti delle Suore della Provvidenza di Ruillé-sur-Loir e venne approvata da Napoleone III con decreto del 21 febbraio 1859.
A causa delle leggi anticongregazioniste, nei primi anni del XX secolo le suore lasciarono la Francia e si diffusero in Canada, in Belgio e nei Paesi Bassi; nel 1957 aprirono la loro prima missione in Costa d'Avorio.
La congregazione ricevette il pontificio decreto di lode l'11 dicembre 1914 e le sue costituzioni vennero approvate definitivamente dalla Santa Sede il 12 gennaio 1949.

## Attività e diffusione
Le suore si dedicano a varie opere di carattere assistenziale ed educativo.
Oltre che in Francia, sono presenti in Benin, Canada, Costa d'Avorio e Paesi Bassi; la sede generalizia è a Paramé, presso Saint-Malo.
Alla fine del 2008 la congregazione contava 228 religiose in 70 case.